# Phaonia pullata
Phaonia pullata är en tvåvingeart som först beskrevs av Leander Czerny 1900.  Phaonia pullata ingår i släktet Phaonia och familjen husflugor. Inga underarter finns listade i Catalogue of Life.